# ČD 840 sorozat
A ČD 840 sorozat a ČD egyik regionális motorvonat sorozata. 2011 és 2012 között a Stadler Pankow összesen 16 db-ot gyártott belőle. A motorkocsik legnagyobb sebessége 120 km/h.